# Mihkel Kukk
Mihkel Kukk, né le 8 octobre 1983 à Käina vald dans le Hiiumaa, est un athlète estonien, spécialiste du lancer de javelot.

## Biographie
Son meilleur lancer est de 81,77 m à Stockholm le 22 juillet 2008. Il repasse au-dessus de la barre de 80 m, en 2009 (81,21 à Jogeva) puis en 2011 avec 80,07 à Viljandi le 9 août.
Il a participé, sans se qualifier pour la finale, aux Mondiaux de Berlin en 2009. Second en Coupe d'Europe hivernale dans sa catégorie à Los Realejos en 2009, il avait terminé 3e dans celle de Split en 2008. La même année il participe aux Jeux olympiques à Pékin.